# Алкова (Вайоминг)
Алкова (англ. Alcova) — статистически обособленная местность, расположенная в округе Натрона (штат Вайоминг, США) с населением в 20 человек по статистическим данным переписи 2000 года.

## География
По данным Бюро переписи населения США статистически обособленная местность Алкова имеет общую площадь в 0,78 квадратных километров, водных ресурсов в черте населённого пункта не имеется.
Статистически обособленная местность Алкова расположена на высоте 1637 метров над уровнем моря.

## Демография
По данным переписи населения 2000 года в Алкове проживало 20 человек, 7 семей, насчитывалось 7 домашних хозяйств и 15 жилых домов. Средняя плотность населения составляла около 27,3 человек на один квадратный километр. Расовый состав Алковы по данным переписи распределился следующим образом: 90,00 % белых, 5,00 % — негров, 5,00 % — азиатов.
Из 7 домашних хозяйств в 42,9 % — воспитывали детей в возрасте до 18 лет, 85,7 % представляли собой совместно проживающие супружеские пары, в семей женщины проживали без мужей, 0,0 % не имели семей. от общего числа семей на момент переписи жили самостоятельно, при этом среди жителей в возрасте 65 лет отсутствовали одиночки. Средний размер домашнего хозяйства составил 2,86 человек, а средний размер семьи — 2,86 человек.
Население статистически обособленной местности по возрастному диапазону по данным переписи 2000 года распределилось следующим образом: 25,0 % — жители младше 18 лет, 10,0 % — между 18 и 24 годами, 15,0 % — от 25 до 44 лет, 30,0 % — от 45 до 64 лет и 20,0 % — в возрасте 65 лет и старше. Средний возраст жителей составил 44 года. На каждые 100 женщин в Алкове приходилось 100,0 мужчин, при этом на каждые сто женщин 18 лет и старше приходилось 114,3 мужчин также старше 18 лет.
Средний доход на одно домашнее хозяйство в статистически обособленной местности составил 102 264 доллара США, а средний доход на одну семью — 102 264 доллара. При этом мужчины имели средний доход в 51 250 долларов США в год против 0 долларов среднегодового дохода у женщин. Доход на душу населения в статистически обособленной местности составил 27 432 доллара в год. Все семьи Алкова имели доход, превышающий уровень бедности.